# گلایول

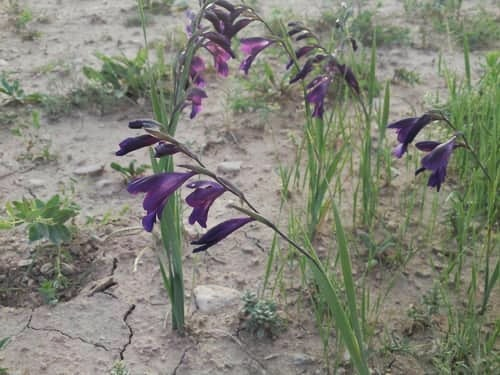
گلایول خودرو، بهبهان

گلایُل (به فرانسوی: glaïeul) (نام علمی: Gladiolus) نام یک سرده از گیاهان گلدار است. دارای غده مستور از پوشینه‌های توری یا الیافی و با برگ‌های پهن که خطی یا شمشیری هستند (gladius در لاتین به معنای «شمشیر» و gladiolus به معنای «شمشیرک» یا «شمشیر کوچک» است).
گل‌ها در یک سنبله قرار گرفته‌اند. بدین معنی که بدون دمگل گل بوده و به صورت کم و بیش متراکم در طول یک محور اصلی قرار دارند. این گل‌ها معمولاً به یک سمت سنبله بوده ولی در بعضی از گونه‌های ایرانی سنبله دوسویه یا دوطرفه نیز دیده می‌شود. در گونه‌های ایرانی رنگ گل‌ها از ارغوانی مایل به صورتی تا بنفش ارغوانی تیره تغییر می‌کند. قطعات گلپوش کم و بیش نامساوی بوده و سه قطعه پائینی اغلب در سمت قاعدهٔ خود خیلی باریک شده و در قاعده به صورت لوله‌ای کم و بیش منحنی به یکدیگر متصل می‌شوند. میوهٔ این گیاه کپسول با تعداد زیادی دانه است که در بعضی مواقع بالدار هستند.

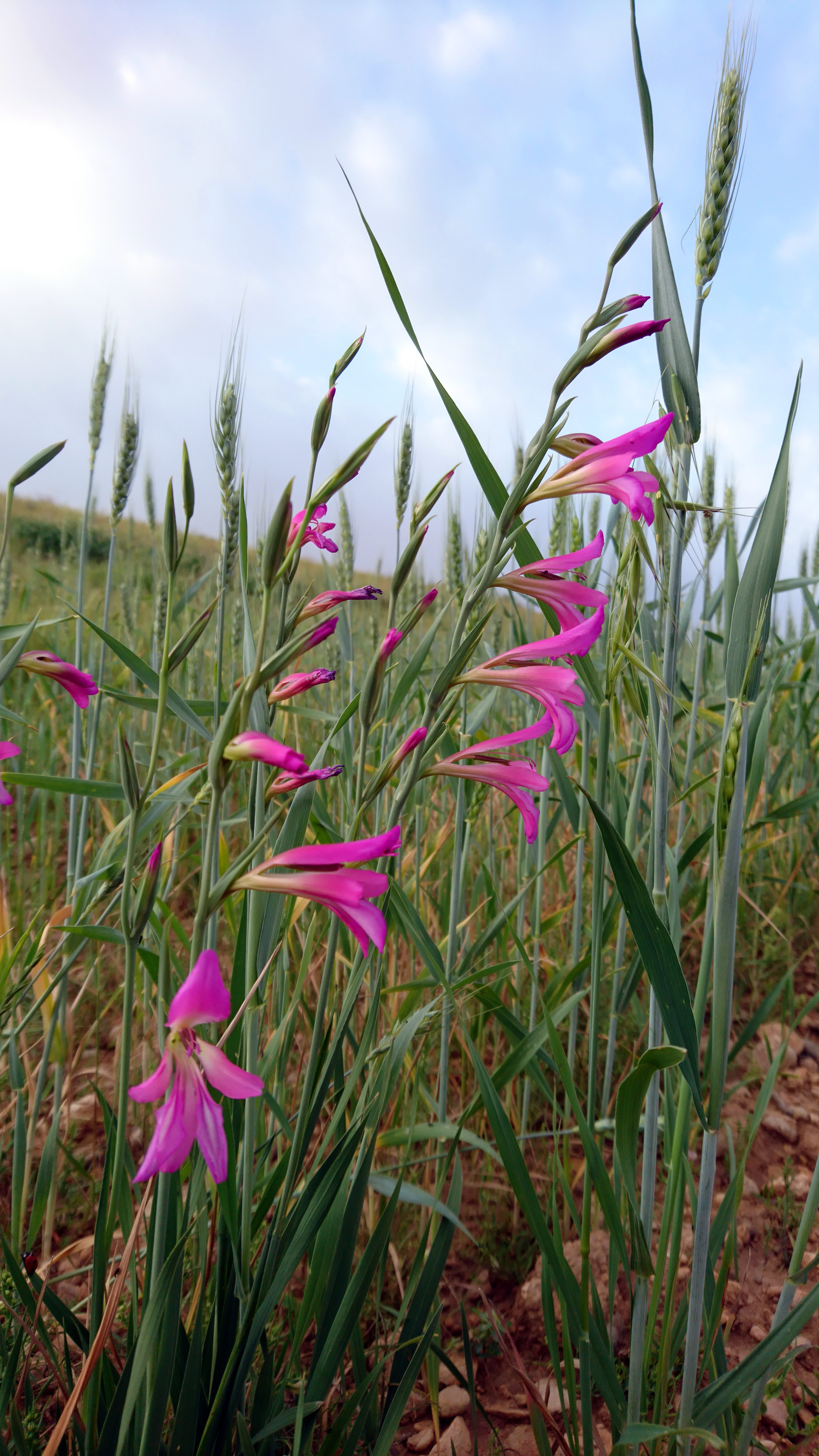
گلایل ایتالیایی خودرو، بهبهان

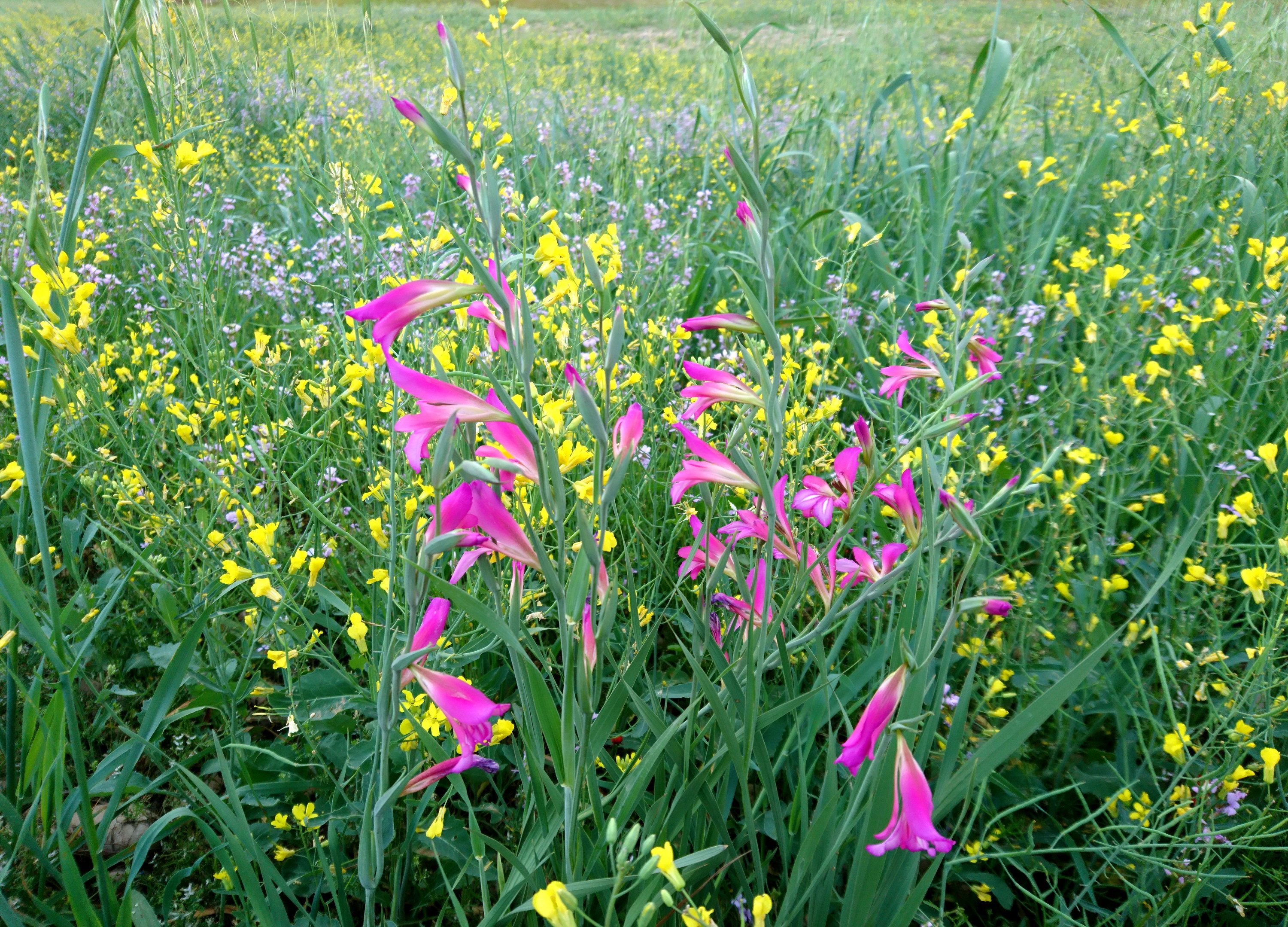
گلایل ایتالیایی، فروردین‌ماه بهبهان

این جنس در حدود ۳۰۰ گونه دارد که اکثراً در قسمت گرمسیری و جنوب آفریقا و همچنین در نواحی مدیترانه‌ای پراکنده هستند و در ایران ۵ گونه از آنها یافت می‌شودکه از این میان می‌توان به گونه گلایل ایتالیایی خودرو در دشت‌های بهبهان اشاره کرد.

## روش کاشت

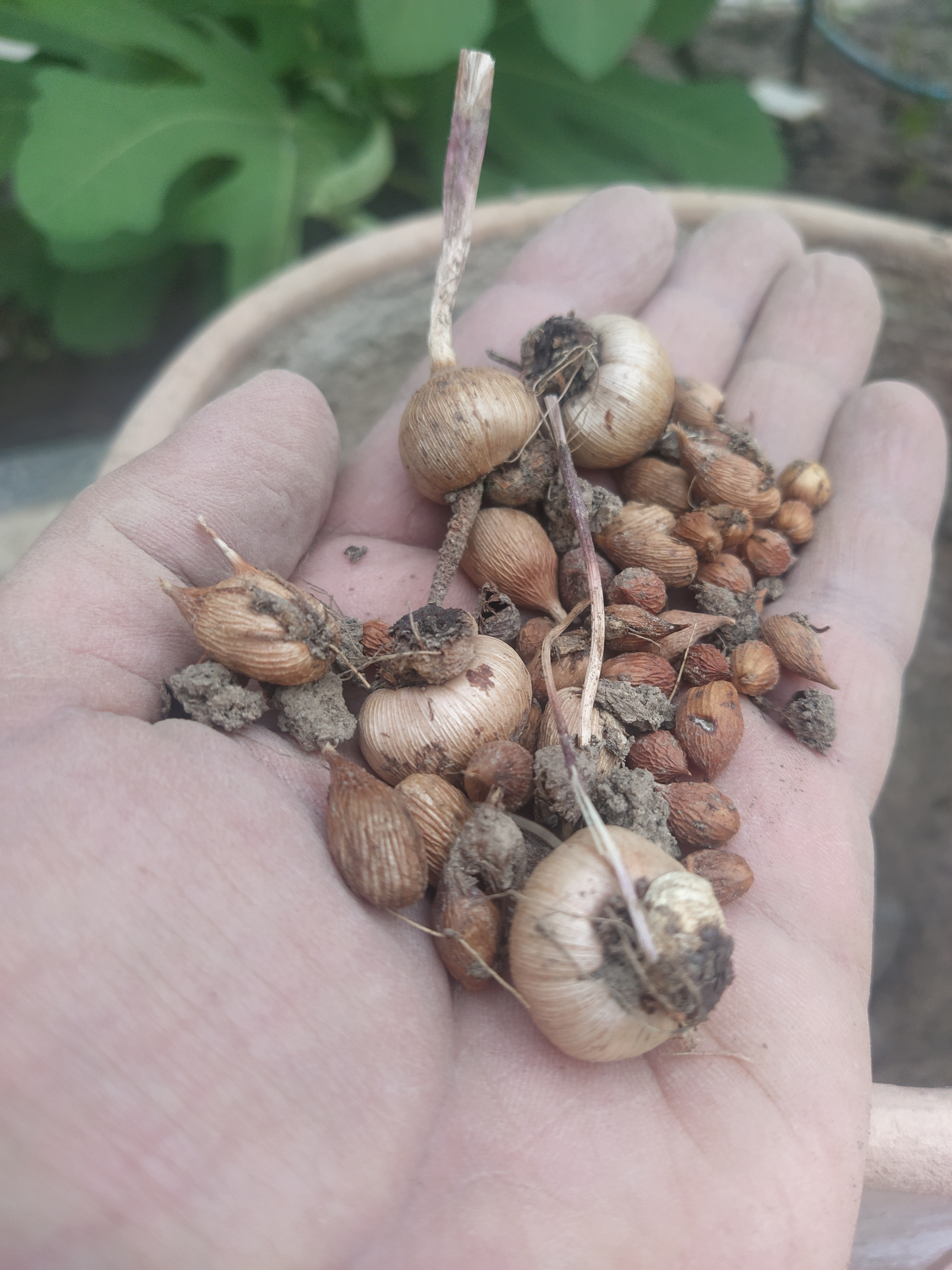
غده گلایل ایتالیایی خودرو در سن و اندازه‌های گوناگون

گلایل را می‌توان از اوایل بهار کشت داد. عمق کشت به درشتی پیاز بستگی دارد، ولی به‌طور کلی عمق ۱۰ سانتیمتری مناسب است. استفاده از قیم می‌تواند به داشتن گلهایی صاف و بدون موج کمک کند. فاصله بین پیاز هم به درشتی آنها و پارامترهای دیگری همچون طول روز بستگی دارد.

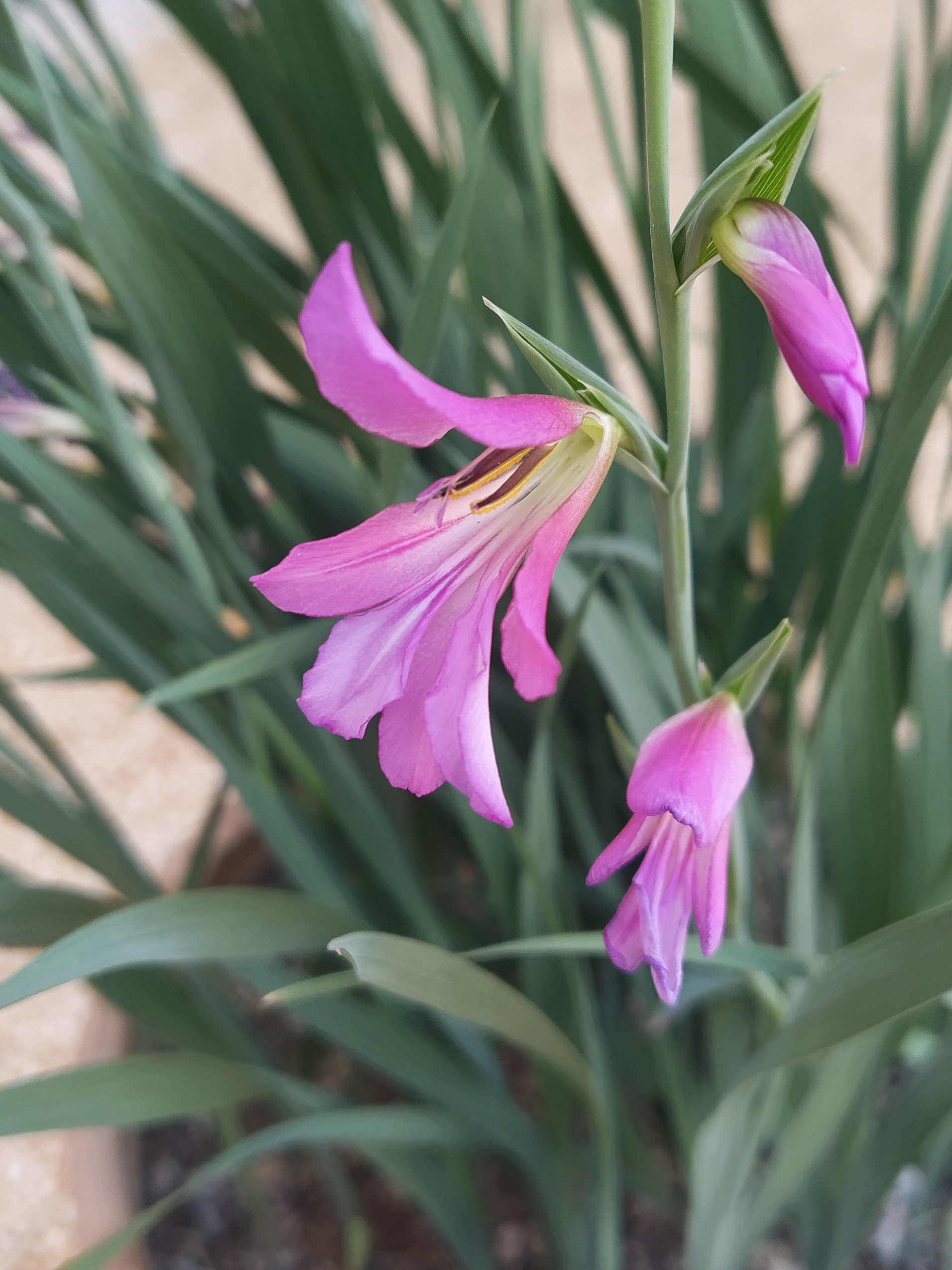
گلایل خودرو، بهبهان

برای جلوگیری از انتشار بیماری‌ها، سعی کنید از زمین کشت شده زیر گلایل در سال بعد استفاده نکنید. بلکه به صورت دوره ای از آن زمین استفاده کنید، هر چند برخی از مراکز کشت گلایل این امر را رعایت نمی‌کنند، و مشکلی هم مشاهده نکرده‌اند.
برای کشت گلایل در گلدان می‌توانید آنها را در عمق حدود ۵ تا ۱۰ سانتیمتر و فاصله حدود ۱۲ تا ۱۵ سانتیمتر بکارید.

## نگارخانه

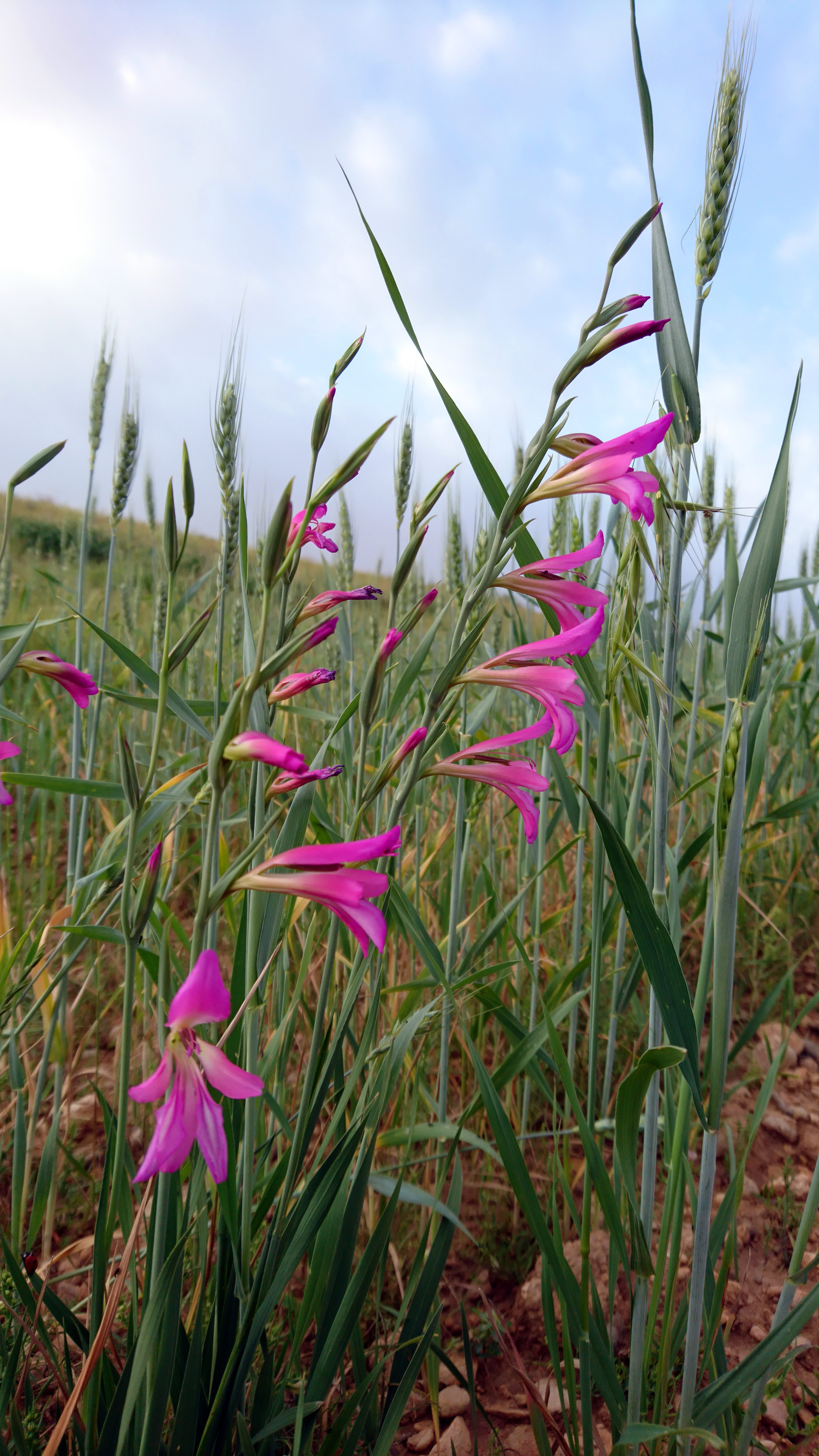
گلایل خودرو، بهبهان
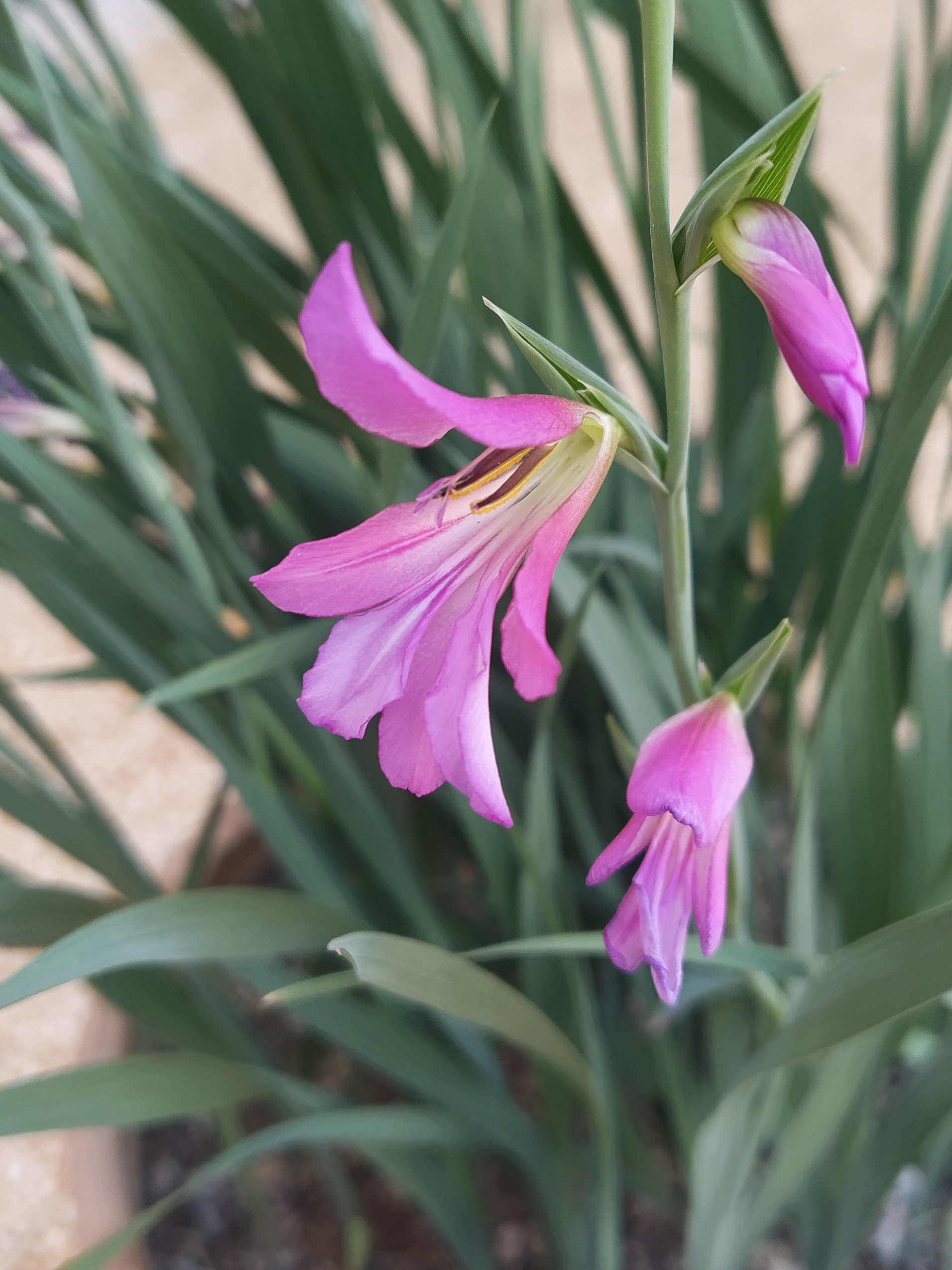
گلایل ایتالیایی خودرو، بهبهان
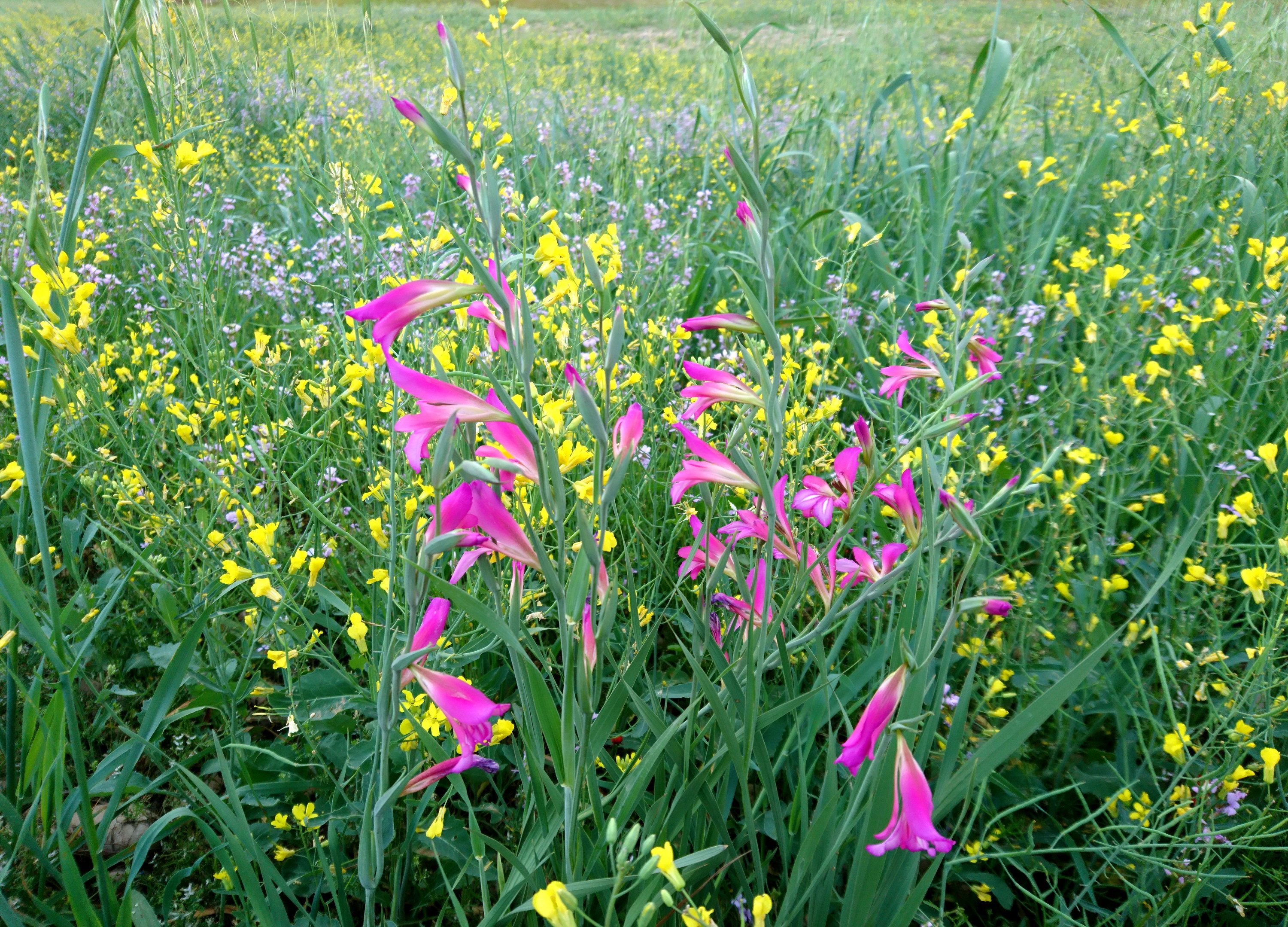
گلایول ایتالیایی خودرو، فروردین‌ماه
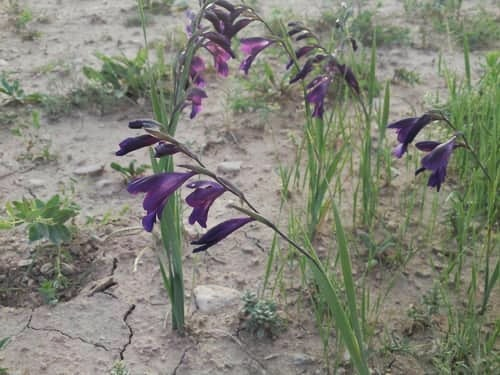
گلایل گونه Atroviolaceus خودرو در بهبهان
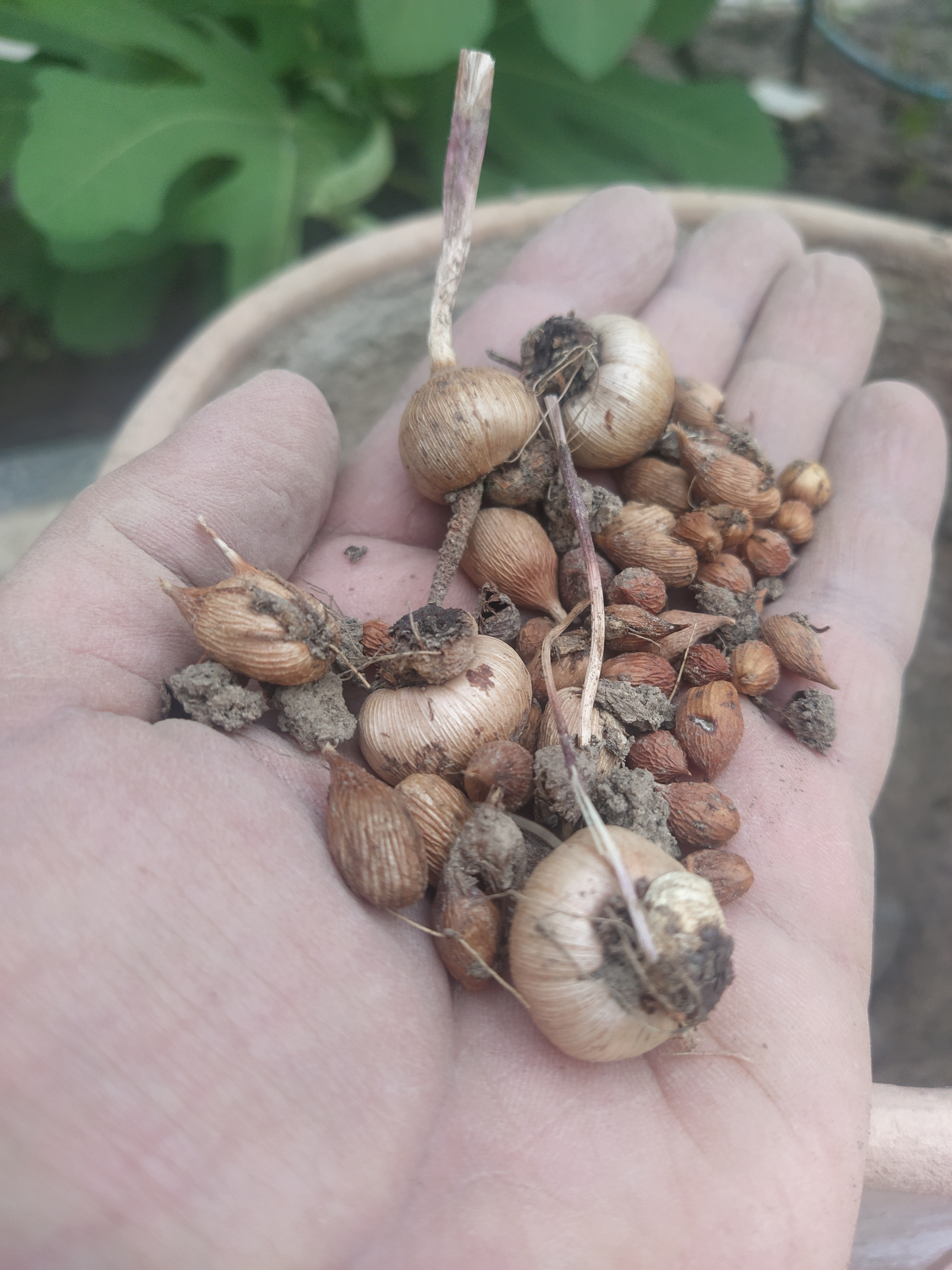
غده گلایل ایتالیکوس خودرو در سن و اندازه‌های گوناگون
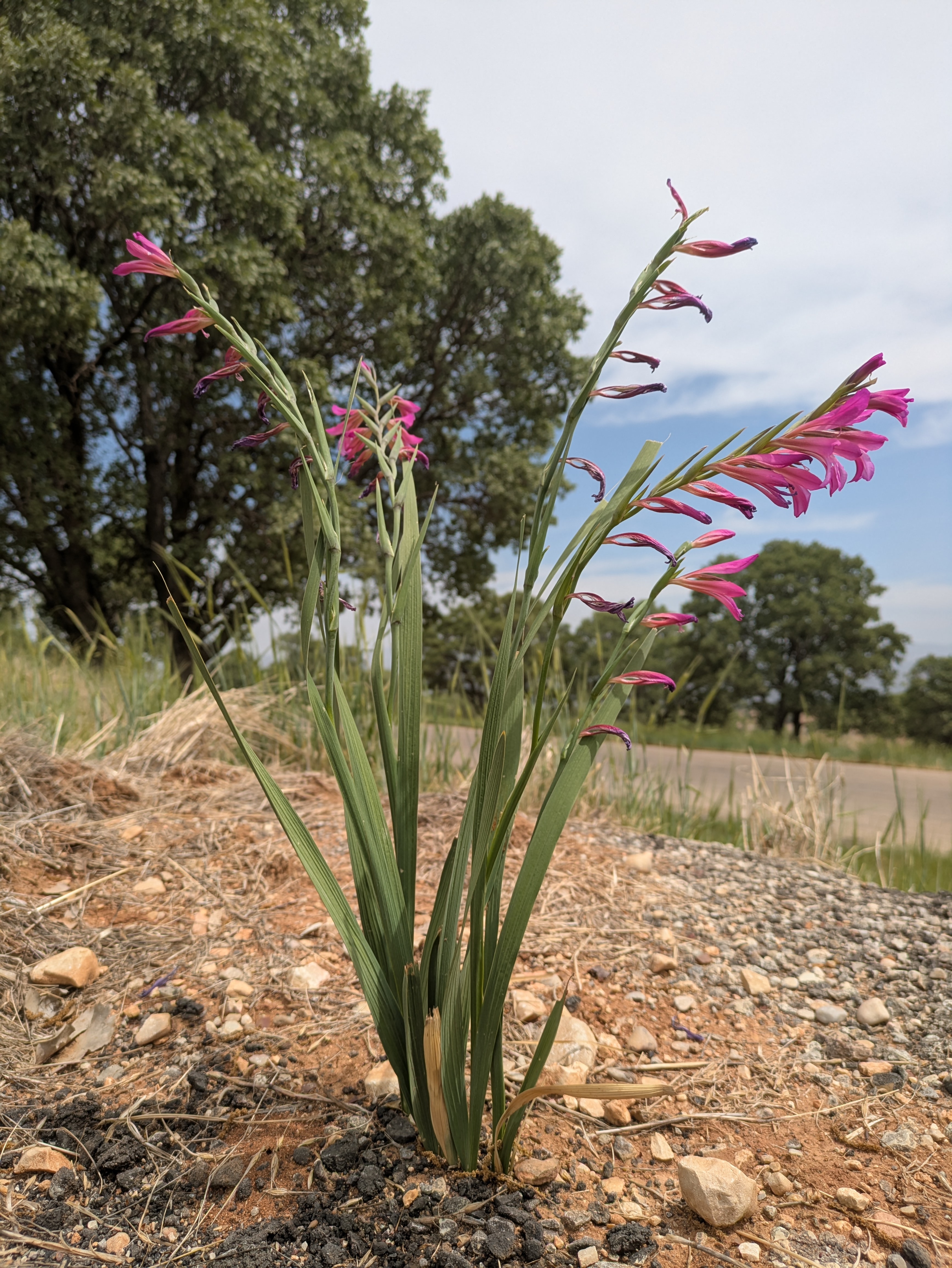
گلایل ایتالیایی خودرو
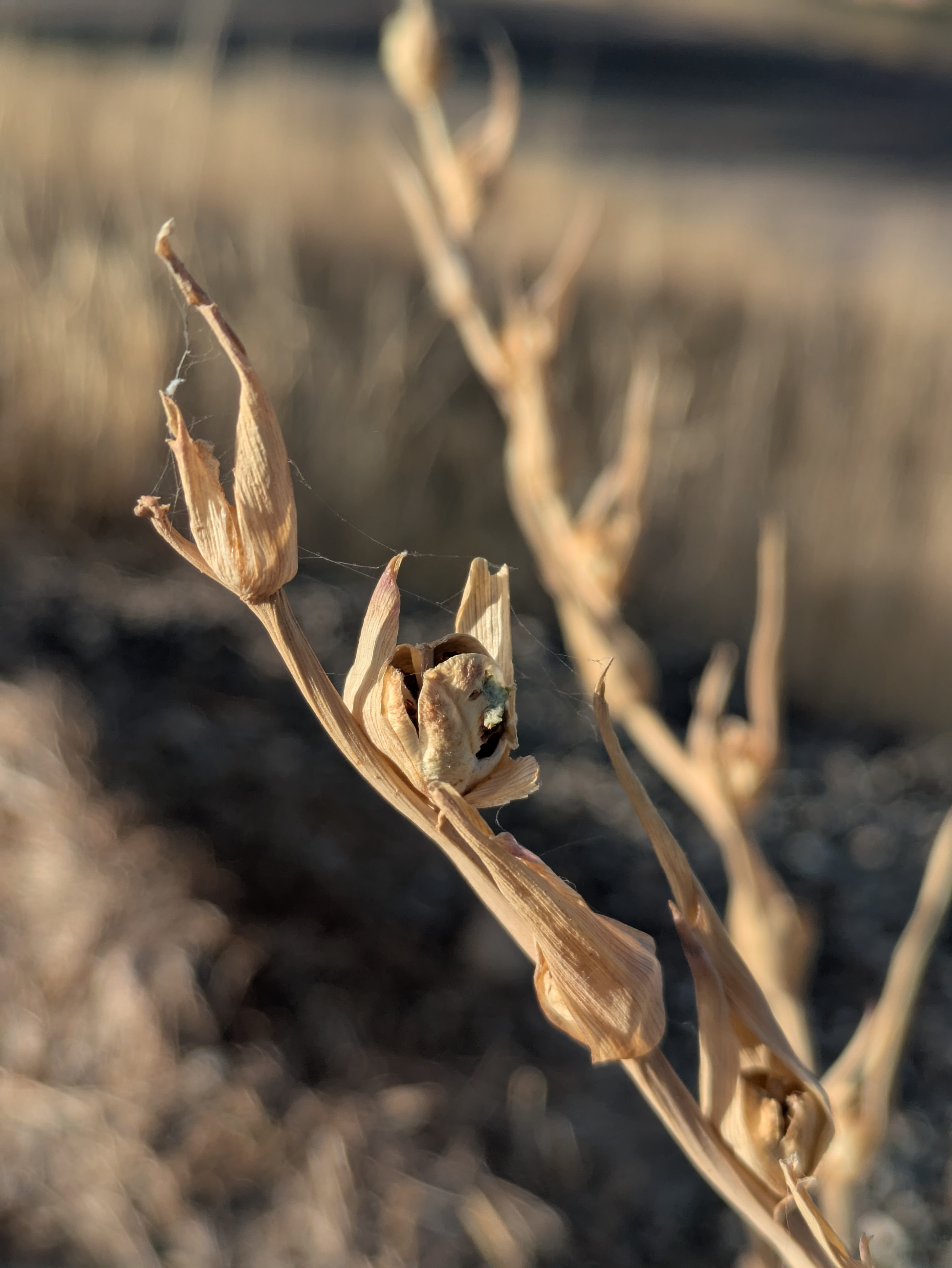
کپسول بذر گلایل ایتالیایی خودرو، بهبهان
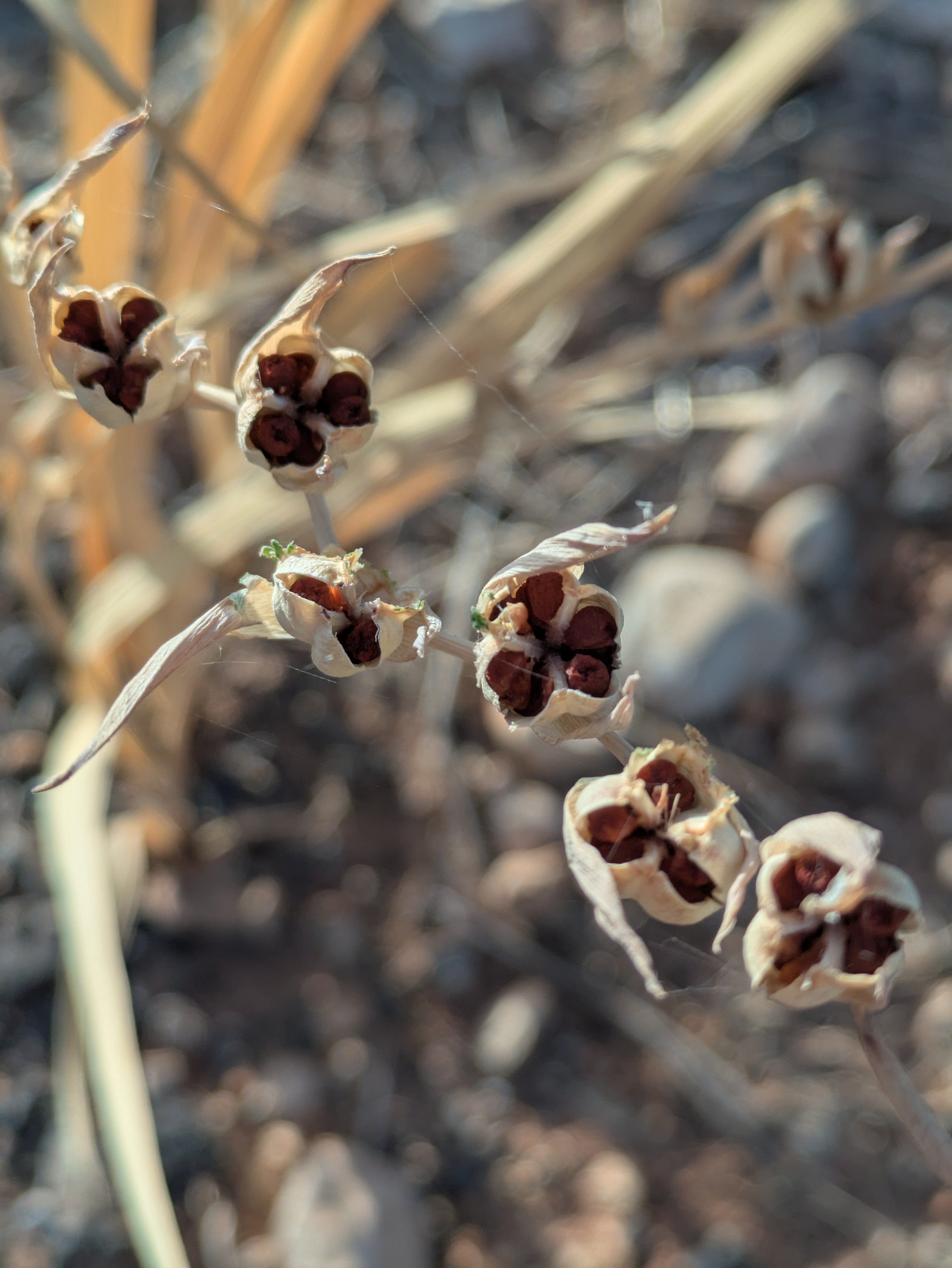
بذر گلایل ایتالیایی خودرو، بهبهان
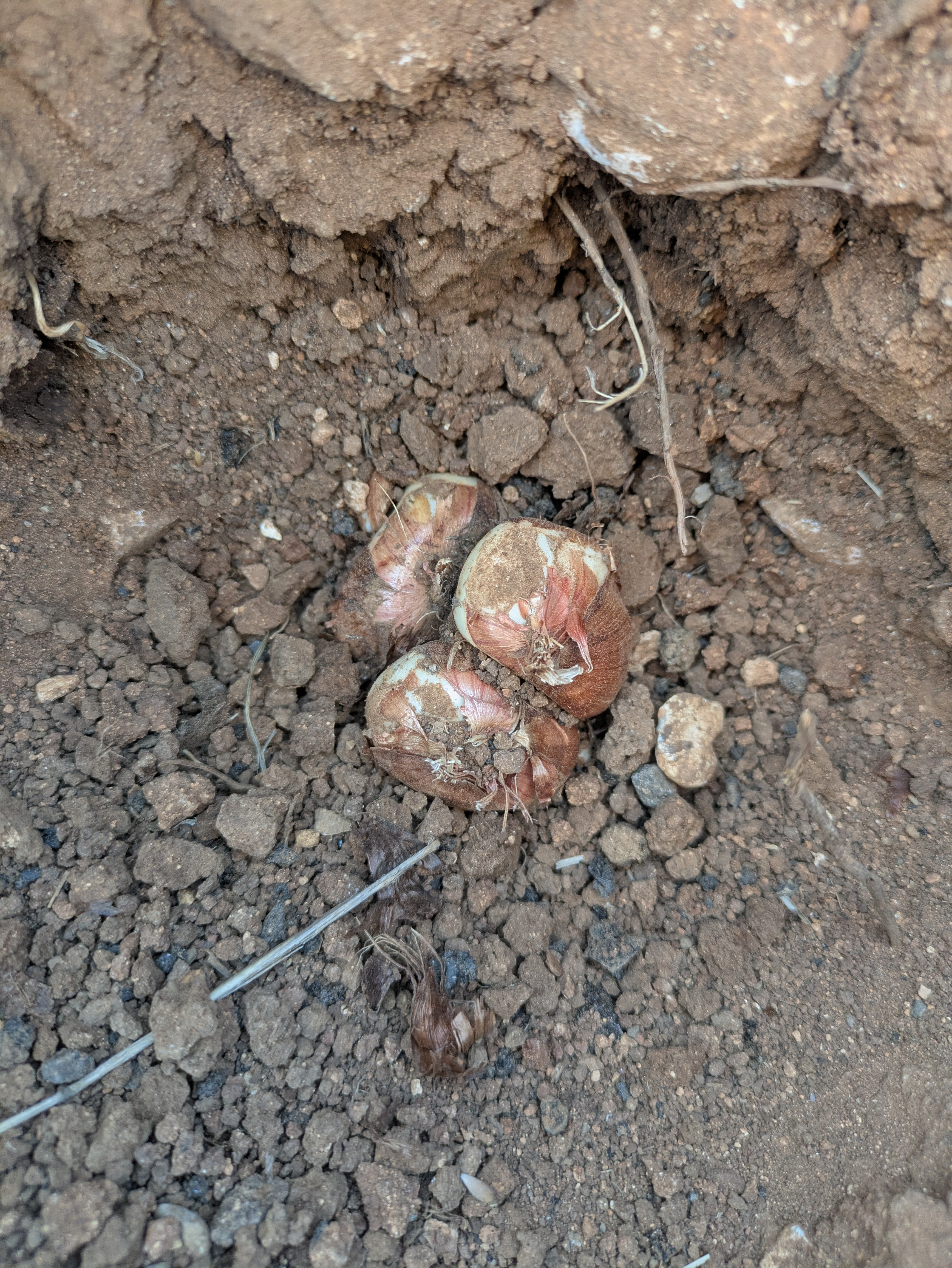
کُرم (غده) گلایل ایتالیایی خودرو، بهبهان